# 大阪プロレス
大阪プロレス（おおさかプロレス）は、大阪を中心に活動しているプロレス団体。

## 歴史
1999年3月4日、みちのくプロレスを退団したスペル・デルフィン、星川尚浩、薬師寺正人、瀬野優、レフェリーの松井幸則が設立。4月29日、大阪府立門真スポーツセンターサブアリーナで旗揚げ戦を開催。
後述の常設会場を構えて大阪色を強く打ち出したり、えべっさん、くいしんぼう仮面のような大阪名物キャラクターをモチーフにした覆面レスラーが多く楽しさを中心においたコメディ色の強い試合、ルチャリブレの要素を多く取り入れたスピーディーな試合を行っている。また、老若男女誰もが試合を楽しめるように凶器攻撃を禁止している。
ロゴマークはデルフィンがテレビ東京の番組「開運!なんでも鑑定団」に出演した際、司会の石坂浩二に直談判してデザインしてもらったものである。旗揚げ初期のマスクとコスチュームのデザインは主に中川カ〜ルが担当していた。
2003年、これまでファミリー層を中心とした客層を獲得していたが所属選手の大量離脱、フェスティバルゲートの倒産に見舞われた。また、かつて確執のあった、みちのくプロレスとの抗争を行なうなど正念場を迎えていた。
長年、デルフィンら正規軍とルード軍の抗争が売りでブラックバファローはルード軍のわずかな消滅時期を除きルードとして正規軍と対決してきた。
2006年6月、デルフィンが、みちのくプロレスからGAINA、レフェリーのテッド・タナベを移籍させたことで正規軍とルード軍からデルフィンを批判する意見が飛び交った。11月5日、GAINAはデルフィン派から離脱してルード軍「バッドフォース」を結成してルード軍「ベンダバル」との抗争が行われていた。
2007年4月、ベンダバルの解散により、正規軍とバッドフォースによる本来の善悪抗争が行われていた。5月、デルフィンが退団と同時に沖縄プロレスを設立。
2008年3月15日、原田大輔とゼウスが正規軍を独立してユニット「BLOOD&GUTS」を結成。4月、バッドフォースが解散。
2010年9月4日、空牙が正規軍を離脱してルード軍「JOKER」を結成したことで善悪抗争が行われていた。
2014年3月1日、後述の常設会場が閉鎖されることを発表。4月20日、ナスキーホール梅田大会を最後に所属選手とスタッフの全員が退団。また、今後は新体制によるプロレスプロモーションとして活動していく。
2021年10月18日、ゼウスが前代表の阪上雄司から株式の譲渡を受けてオーナー兼代表に就任してプロレス団体として再興することを発表。
2022年1月9日と1月10日、千日前道具屋筋商店街で開催されたイベント「新春道具市」でマットプロレスを行って再始動。3月6日、アゼリア大正でプレ旗揚げ戦を開催。4月29日から5月1日、アゼリア大正で旗揚げ3連戦を開催。
2023年8月、クワイエット・ストーム 、TORUが正規軍を離脱して、そこに浅川紫悠も合流しルード軍「Rogue nation」を結成したことで善悪抗争が開始。
2025年5月6日と5月7日、EXPOアリーナMatsuriにて、コスメフェリーチェ株式会社presents『大阪プロレス祭り』 in 大阪・関西万博を開催。

## タイトルホルダー
| タイトル               | 保持者            | 歴代   |
| ---------------------- | ----------------- | ------ |
| 大阪プロレス王座       | TORU              | 第37代 |
| 大阪プロレスタッグ王座 | 浅川紫悠 ゴリアテ | 第48代 |
| 大阪ライトヘビー級王座 | 大瀬良泰貴        | 第3代  |
| 大阪名物世界一王座     | 大坂丈一郎        | 第22代 |

| タイトル                       | 覇者                      | 年代   |
| ------------------------------ | ------------------------- | ------ |
| 大阪タッグフェスティバル       | タイガースマスク 佐野蒼嵐 | 2025年 |
| 大阪ライトヘビー級トーナメント | SUZAKU                    | 2025年 |
| 天王山                         | TORU                      | 2024年 |

## 所属選手、レギュラー参戦選手

### 正規軍
- ゼウス
- タイガースマスク
- 入江茂弘（フリー）
- クワイエット・ストーム（フリー）
- 三原一晃（MoveOn Pro-Wrestling）
- 松房龍哉
- 佐野蒼嵐
- ビリーケン・キッド
- ツバサ
- タコヤキーダー
- アルティメット・スパイダーJr.
- SUZAKU
- HUB（フリー）
- 木下亨平（ダブプロレス）

### Rogue nation
- TORU（フリー） - リーダー
- 浅川紫悠（フリー）
- ゴリアテ
- 大瀬良泰貴（みちのくプロレス）
- TiiiDA（フリー）

### その他
- スペル・デルフィン（海鮮プロレス）
- ザ・ボディガー
- ブラックバファロー
- えべっさん（3代目）
- くいしんぼう仮面
- 大坂丈一郎
- 大阪万博マシーン
- 菊池悠斗（道頓堀プロレス）
- 手塚基伸

## スタッフ

### レフェリー
- 吉野恵悟
- 六甲ソウタ（プロレスリングLAND'S END）
- 岡田健佑

### リングアナウンサー
- 宮尾信次郎

## 歴代常設会場
デルフィンアリーナ
2001年3月、フェスティバルゲートに開設。2007年7月31日、フェスティバルゲートの営業終了により閉鎖。
大阪ミナミ ムーブ・オン アリーナ（旧：デルフィンアリーナ道頓堀）
2007年9月8日、開設。2009年5月3日、旗揚げ10周年を機に名称を変更。2012年10月20日、閉鎖。
ナスキーホール梅田
2012年11月17日、プラザ梅田ビルに開設。2014年4月、観客動員数の伸び悩みや他団体の利用の減少により閉鎖。

## 主な歴代興行
SATURDAY NIGHT STORY
土曜日に開催している正規軍とルード軍の抗争試合などの連続ドラマ的要素などの試合が主軸となる。通常の試合が3試合、楽しい試合が2試合の構成が多い。
HOLIDAY PARADISE
日曜日と祝日に開催している楽しさを前面に押し出している。通常の試合が2試合、楽しい試合が3試合の構成が多い。

## 歴代タイトル
- 大阪プロレスバトルロイヤル王座
- 大阪プロレスお笑い王座
- 天保山グランプリ王座
- 世界タコヤキ級王座
- MWF認定世界ジュニアヘビー級王座
- スーパーウェルター級王座

## 歴代所属選手
- 星川尚浩
- 薬師寺正人（旧：ウルトラエース）
- ディック東郷
- BIG DICK 296（旧：マスター・D・296、現：296）
- SYU（旧：和田秀作、シュウ）
- 橘隆志
- ザ・モンキーマジック（2代目）（現：はやて）（専属フリー契約）
- ポリスメ〜ン（現：超電戦士バトレンジャー）（専属フリー契約）
- 村浜武洋
- Gamma（旧：菅本嘉人）
- ペロ（現：高井憲吾）
- 大王QUALLT（旧：瀬野優）
- ユタカ（旧：福田ユタカ）
- えべっさん（初代）（現：菊タロー）
- "ビッグボス"MA-G-MA（旧：怪獣Zマンドラ、現：マグニチュード岸和田）
- 的場真人
- えべっさん（2代目）（現：フライングキッド市原）
- ラ・内田（現：内田祥一）
- フラッシュムーン（現：シャドーフェニックス）（専属フリー契約）
- GAINA
- コンドル（旧：アジアン・コンドル）
- ディンゴ（現：RYUKYU-DOGディンゴ）（専属フリー契約）
- ロベルト田中
- 絹川智也
- 小峠篤司
- 原田大輔
- 空牙（旧：アジアン・クーガー）
- 秀吉（現：玄海）（専属フリー契約）
- 政宗（専属フリー契約）
- ヲロチ（専属フリー契約）
- HAYATA（専属フリー契約）
- トルトゥガー（旧：デンセンマン）（専属フリー契約）
- ミラクルマン（旧：兜王ビードル）
- ヨーネルサンダース
- 松山勘十郎
- タダスケ
- 三原一晃
- 瀬戸口直貴（現：桜島なおき）
- 織部克巳
- 米田太陽

## 歴代スタッフ
- 松井幸則（レフェリー）
- テッド・タナベ（レフェリー）
- 小山良（レフェリー）
- 小田康弘（レフェリー）
- 吉田つかさ（リングアナウンサー）

## 試合中継
放映中の番組
- 大阪プロレス（GAORA）

終了した番組
- それいけ!大阪プロレス（スカイ・A sports+）
- 爆!RING（読売テレビ）